# Gladsax kyrka

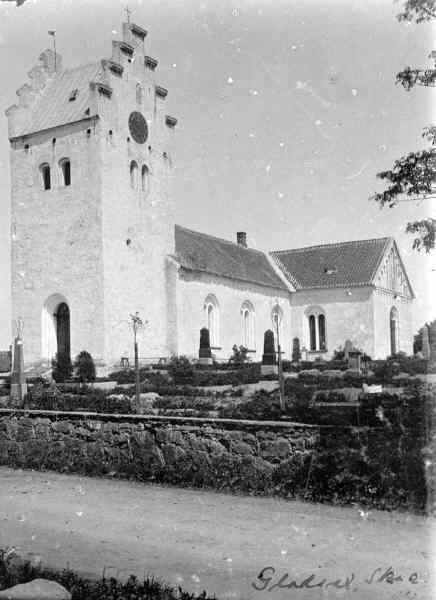
Gladsax kyrka ungefär 1900.

Gladsax kyrka (även Sankt Jacobs kyrka) är en kyrka belägen i Gladsax och tillhör Simrishamns församling.

## Kyrkobyggnaden
Kyrkan byggdes på 1100-talet i romansk stil. Den välvdes och fick ett kyrktorn på 1400-talet. 1857 rev man det dåvarande koret och byggde istället tre korsarmar med ett nytt tresidigt kor. 1883 byggdes tornet om efter ritningar av Carl Möller.
I långhuset finns kalkmålningar som har utförts av Nils Håkansson i mitten av 1400-talet. Målningarna i korsets mitt är dock från 1898 och är kopierade från den del av långhuset som ligger närmast tornet. Statens historiska museum skriver om målningarna att de är "hårt restaurerade, delvis nymålade; västra valvets målningar kom att döljas av orgeln och "kopierades" därför i korvalvet - detaljbilden ur syndafallet och av Eva, när hon mottar sin slända, visar fragment ur originalmålningen"
Ruinerna av den medeltida borgen Gladsaxehus ligger på en äng strax öster om kyrkan.

### Orgel
- 1747 byggde Gustaf Gabriel Woltersson, Glimåkra en orgel med 4 stämmor.
- 1888 byggde Sven Fogelberg, Lund en orgel med 8 stämmor.
- Den nuvarande orgeln byggdes 1938 av M J & H Lindegren, Göteborg och är en pneumatisk orgel. Orgeln har fria kombinationer, fasta kombinationer och registersvällare.

| Huvudverk I    | Svällverk II      | Pedal      | Koppel   |
| Principal 8´   | Rörflöjt 8´       | Subbas 16´ | I/P      |
| Gedackt 8'     | Salicional 8'     | Gedackt 8' | II/P     |
| Oktava 4'      | Tvärflöjt 4'      | Oktava 4'  | II/I     |
| Oktava 2'      | Nasard 2 2/3'     |            | II 16'/I |
| Mixtur 3-4 kor | Valtflöjt 2'      |            | II 4'/I  |
|                | Ters 1 3/5'       |            | II 4'/P  |
|                | Corno 8'          |            |          |
|                | Crescendosvällare |            |          |

## Galleri

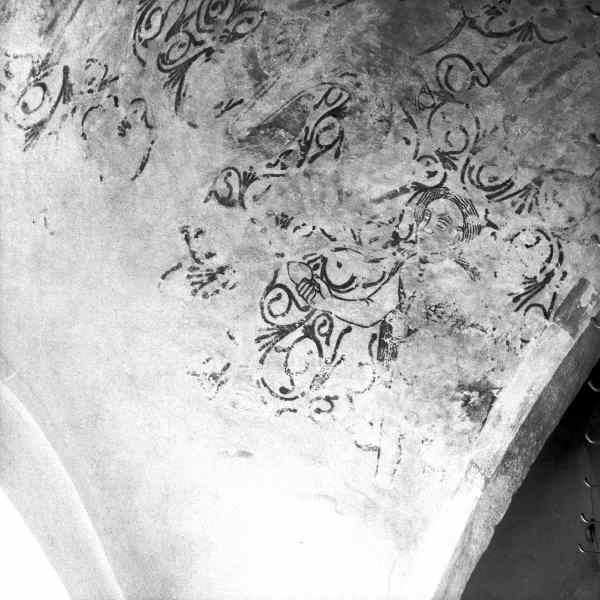
Eva mottager sin slända. Rester av original efter en tidig konservering.
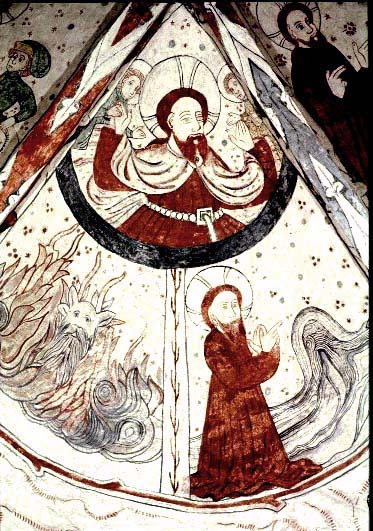
Syndafallet reproducerat.
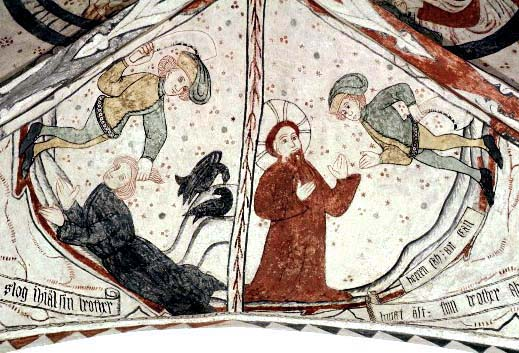
Brodermordet
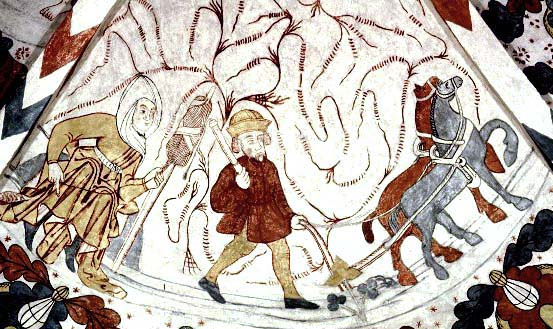
Eva spinner Adam plöjer.
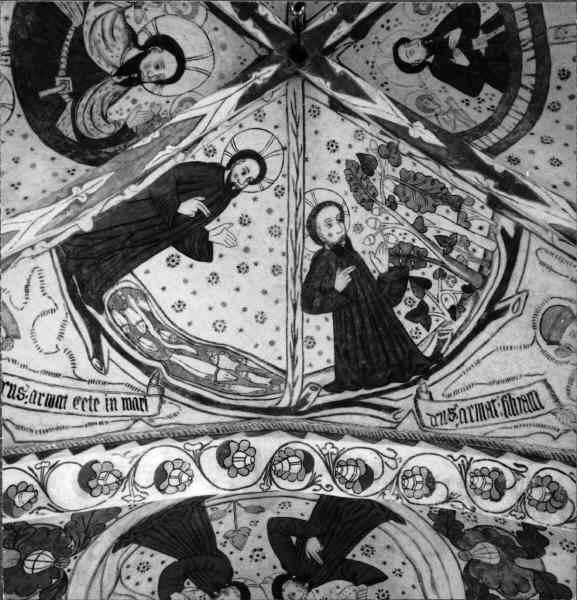
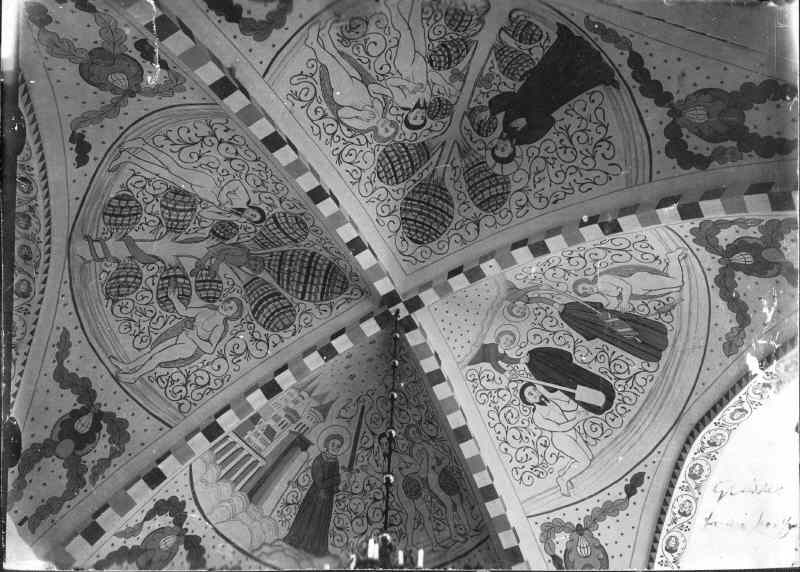
År 1900
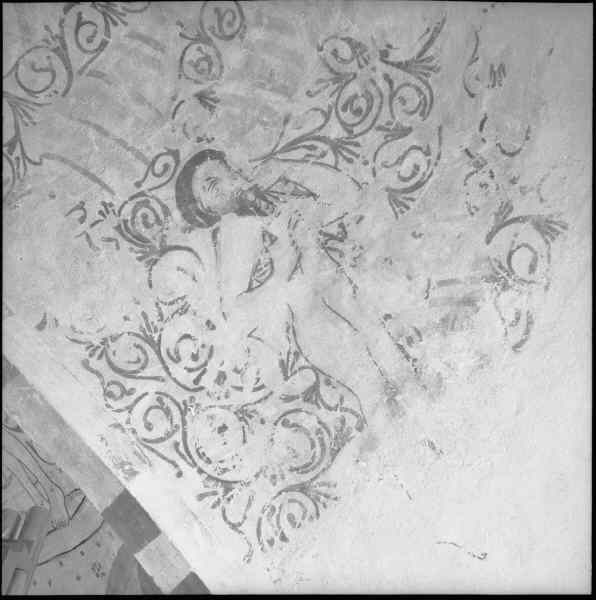
Gamla västra valvet, fragment av original.
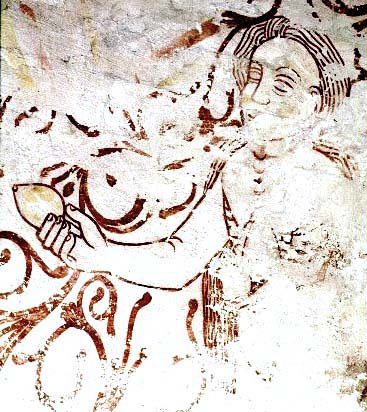
Eva tar emot sin slända (detalj) Original i västvalvet som togs fram 1961. (Foto från 2001)